# René Clément
René Clément [klemɑ̃] (18. březen 1913 Bordeaux – 17. březen 1996 Monte Carlo) byl francouzský filmový režisér a scenárista. Získal dva Oscary za nejlepší cizojazyčný film (1950, 1952).

## Životopis
Vystudoval architekturu na École des Beaux-Arts. První krátký film natočil roku 1936, ve spolupráci s Jacquesem Tatim. Poté se věnoval dokumentárnímu filmu a byl tak jeho průkopníkem ve Francii. Po druhé světové válce, roku 1945, natočil hraný film o francouzském hnutí odporu nazvaný Bitva o koleje (La Bataille du rail), který z něj udělal hvězdu domácí kinematografie. Získal za něj roku 1946 cenu poroty na festivalu v Cannes. Brzy přišel i úspěch v Americe - Clément krátce po sobě získal dva Oscary za nejlepší neanglicky mluvený film, roku 1950 za Au-delà des grilles s Jeanem Gabinem v hlavní roli a roku 1952 za Zakázané hry (Jeux interdits). Za první jmenovaný film získal i cenu pro nejlepšího režiséra v Cannes, za Zakázané hry pak Zlatého lva na festivalu v Benátkách a cenu BAFTA. V Cannes později bodoval ještě se snímkem Monsieur Ripois (1954, cena poroty), kde zářil Gérard Philipe, v Benátkách se zolovskou adaptací Gervaise (1956). Ta mu zajistila i druhou cenu BAFTA (1956). K oceňovaným snímkům patří i Kráska a zvíře z roku 1946, která vznikla ve spolupráci s Jeanem Cocteau, a kde začala hvězdná kariéra Jeana Maraise, thriller V plném slunci (1960), který zase "udělal" Alaina Delona, či další thriller Cestující v dešti (1969) - Marlène Jobertová za výkon v tomto snímku získala italskou cenu David di Donatello. V roce 1984 byl Clémentovi udělen César za celoživotní dílo. Roku 1990 byl jmenován prezidentem francouzské Akademie.